# Nonsan
Nonsan je město v Jižní Koreji v provincii Jižní Čchungčchong. Zemědělství je důležité pro ekonomiku města, pěstuje se hlavně rýže, jahody, ženšen, pekingské zelí a vodní melouny. V roce 2003 se od Nonsanu oddělilo město Kjerjong.

## Doprava
Ve městě funguje městská hromadná doprava, městem prochází železnice do města Tedžon a dalších velkých měst. Funguje je zde řada cyklostezek a pěších zón.

## Partnerská města
- Gotemba, Japonsko

- Lang-fang, Čína

- Ťin-čou, Čína